# US Open (9-Ball)
Die US Open (offiziell: U.S. Open 9-Ball Championships) sind ein seit 1976 bestehendes und jährlich ausgetragenes Poolbillardturnier in der Disziplin 9-Ball. Es fand bis 2017 in wechselnden Austragungsorten in Norfolk und Chesapeake statt. Nach einem Jahr Pause wird es seit 2019 mit geändertem Modus von Matchroom Sport veranstaltet und im Mandalay Bay in Paradise ausgetragen.
Rekordsieger sind mit jeweils fünf Titeln die Amerikaner Earl Strickland und Shane van Boening.

## Geschichte
Die US Open wurden 1976 von Barry Behrman ins Leben gerufen, der es knapp 30 Jahre lang jährlich veranstaltete. Über die Zeit stiegen die Teilnehmerzahlen und das Turnier entwickelte sich zu einem der bedeutendsten Poolbillardturniere. Im Frühjahr 2016 verstarb Barry Behrman überraschend. Anschließend wurden die US Open noch zweimal von seinen Kindern veranstaltet, bevor diese im Jahr 2018 die Namensrechte des Turniers an den Sportveranstalter Matchroom Sport verkauften. Nach einem Jahr Pause wurde das Turnier 2019 wieder ausgespielt.
Die Spieler mit den bisher meisten Turniersiegen sind mit jeweils fünf Titeln die US-Amerikaner Earl Strickland (1984, 1987, 1993, 1997, 2000) und Shane van Boening (2007, 2012, 2013, 2014, 2016). Van Boening ist zudem der einzige Spieler, dem es gelang, die US Open dreimal in Folge zu gewinnen.
Neben ihm gelang es drei Spielern, zwei aufeinanderfolgende Turniere zu gewinnen (Nick Varner, Mika Immonen und Darren Appleton).
Zwei Deutsche gewannen bislang die US Open: Ralf Souquet setzte sich 2002 im Finale gegen Alex Pagulayan durch und Joshua Filler gewann 2019 das Endspiel gegen Wu Jiaqing.
2004 erreichte Thorsten Hohmann das Finale, verlor jedoch gegen den US-Amerikaner Gabe Owen. 2009 unterlag Souquet im Finale dem Finnen Mika Immonen.
Für Frauen gibt es ein separates Turnier, das von der WPBA (Women’s Professional Billiard Association) organisiert wird. Derzeitige Siegerin bei den Frauen ist Allison Fisher aus England. Im Gegensatz zum Männerturnier, bei dem jeder teilnehmen kann, der die Startgebühr bezahlt, muss man sich für das Frauenturnier qualifizieren.

## Austragungsorte
| Jahr(e)   | Austragungsort                                |
| --------- | --------------------------------------------- |
| 1976–1983 | Q-Master Billiards, Norfolk, VA               |
| 1984      | Lake Wright Hotel, Norfolk, VA                |
| 1985–1988 | Q-Master Billiards, Norfolk, VA               |
| 1989–1990 | Lake Wright Hotel, Norfolk, VA                |
| 1991–1995 | Holiday Inn Chesapeake, Chesapeake, VA        |
| 1996      | Virginia Beach Pavilion                       |
| 1997–2011 | Chesapeake Conference Center, Chesapeake, VA  |
| 2012–2014 | Norfolk Convention Center, Chesapeake, VA     |
| 2015–2017 | Sheraton Norfolk Waterside Hotel, Norfolk, VA |
| Seit 2019 | Mandalay Bay, Paradise, NV                    |

## Modus
Bis 2017 wurde das Turnier im Doppel-K.-o.-System gespielt. Das bedeutet, dass ein Spieler erst nach der zweiten Niederlage ausscheidet. In der Vorrunde wurde gespielt, bis einer der beiden Spieler 11 Spiele (sog. Racks) gewonnen hatte; im Finale wurde bis 13 gespielt.
Seit 2019 beginnt das Turnier im Doppel-K.-o.-System. Ab dem Achtelfinale wird nun jedoch im K.-o.-Modus gespielt.
Es beginnt immer der Spieler, der im vorhergehenden Rack den Punkt gemacht hat (Winnerbreak).

## Preisgelder
| Turnierplatzierung | Preisgeld    |
| ------------------ | ------------ |
| Sieger             | 50.000 US-$  |
| Finalist           | 25.000 US-$  |
| Halbfinalist       | 12.000 US-$  |
| Viertelfinalist    | 6.250 US-$   |
| Achtelfinalist     | 3.500 US-$   |
| 17.–32. Platz      | 2.750 US-$   |
| 33.–48. Platz      | 1.750 US-$   |
| 49.–64. Platz      | 1.500 US-$   |
| 65.–96. Platz      | 1.000 US-$   |
| 97.–128. Platz     | 750 US-$     |
| Gesamt             | 300.000 US-$ |

## Turnierstatistik
| Jahr | Sieger            | Finalist         |
| ---- | ----------------- | ---------------- |
| 1976 | Mike Sigel        | Peter Margo      |
| 1978 | Allen Hopkins     | Steve Mizerak    |
| 1979 | Steve Mizerak     | Jim Rempe        |
| 1979 | Louie Roberts     | David Howard     |
| 1980 | Mike Sigel        | Ray Martin       |
| 1981 | Allen Hopkins     | Mike Sigel       |
| 1982 | David Howard      | Mike Zuglan      |
| 1983 | Mike Sigel        | David Howard     |
| 1984 | Earl Strickland   | Mike Sigel       |
| 1985 | Jimmy Reid        | Mike Lebron      |
| 1986 | David Howard      | Allen Hopkins    |
| 1987 | Earl Strickland   | Jim Rempe        |
| 1988 | Mike Lebron       | Nick Varner      |
| 1989 | Nick Varner       | Kim Davenport    |
| 1990 | Nick Varner       | Johnny Archer    |
| 1991 | Buddy Hall        | Dennis Hatch     |
| 1992 | Tommy Kennedy     | Johnny Archer    |
| 1993 | Earl Strickland   | Tony Ellin       |
| 1994 | Efren Reyes       | Nick Varner      |
| 1995 | Reed Pierce       | Efren Reyes      |
| 1996 | Rodney Morris     | Efren Reyes      |
| 1997 | Earl Strickland   | Efren Reyes      |
| 1998 | Buddy Hall        | Tang Hoa         |
| 1999 | Johnny Archer     | Jeremy Jones     |
| 2000 | Earl Strickland   | Takeshi Okumura  |
| 2001 | Corey Deuel       | Mika Immonen     |
| 2002 | Ralf Souquet      | Alex Pagulayan   |
| 2003 | Jeremy Jones      | Jose Parica      |
| 2004 | Gabe Owen         | Thorsten Hohmann |
| 2005 | Alex Pagulayan    | Jose Parica      |
| 2006 | John Schmidt      | Rodolfo Luat     |
| 2007 | Shane van Boening | Ronato Alcano    |
| 2008 | Mika Immonen      | Ronato Alcano    |
| 2009 | Mika Immonen      | Ralf Souquet     |
| 2010 | Darren Appleton   | Corey Deuel      |
| 2011 | Darren Appleton   | Shawn Putnam     |
| 2012 | Shane van Boening | Dennis Orcollo   |
| 2013 | Shane van Boening | Lee Van Corteza  |
| 2014 | Shane van Boening | Dennis Orcollo   |
| 2015 | Cheng Yu-hsuan    | Karl Boyes       |
| 2016 | Shane van Boening | Chang Jung-Lin   |
| 2017 | Jayson Shaw       | Eklent Kaçi      |
| 2019 | Joshua Filler     | Wu Jiaqing       |
| 2021 | Carlo Biado       | Aloysius Yapp    |